# Adolf von Donndorf
Adolf Donndorf à partir de 1910 von Donndorf, né le 16 février 1835 à Weimar et mort le 20 décembre 1916 à Stuttgart, est un sculpteur allemand, auteur de nombreux monuments de personnalités.

## Biographie
Donndorf est l'élève d'Ernst Rietschel de 1853 à 1861 à Dresde. Après la mort de son maître, il termine l'exécution avec Gustav Adolph Kietz du monument dédié à Luther dans la ville de Worms. Sa renommée en tant que sculpteur commence le 12 novembre 1864, lorsqu'il devient membre d'honneur de l'Académie des beaux-arts de Dresde. Il est nommé professeur de sculpture à l'académie des arts de Stuttgart, en 1876.
Il reçoit la distinction de bourgeois d'honneur de Weimar et de Stuttgart, et il est anobli en 1910, tandis que la même année un musée lui est consacré à Weimar.
Son fils Karl Donndorf (1870-1941), qui fut son élève, est aussi sculpteur.

## Œuvres

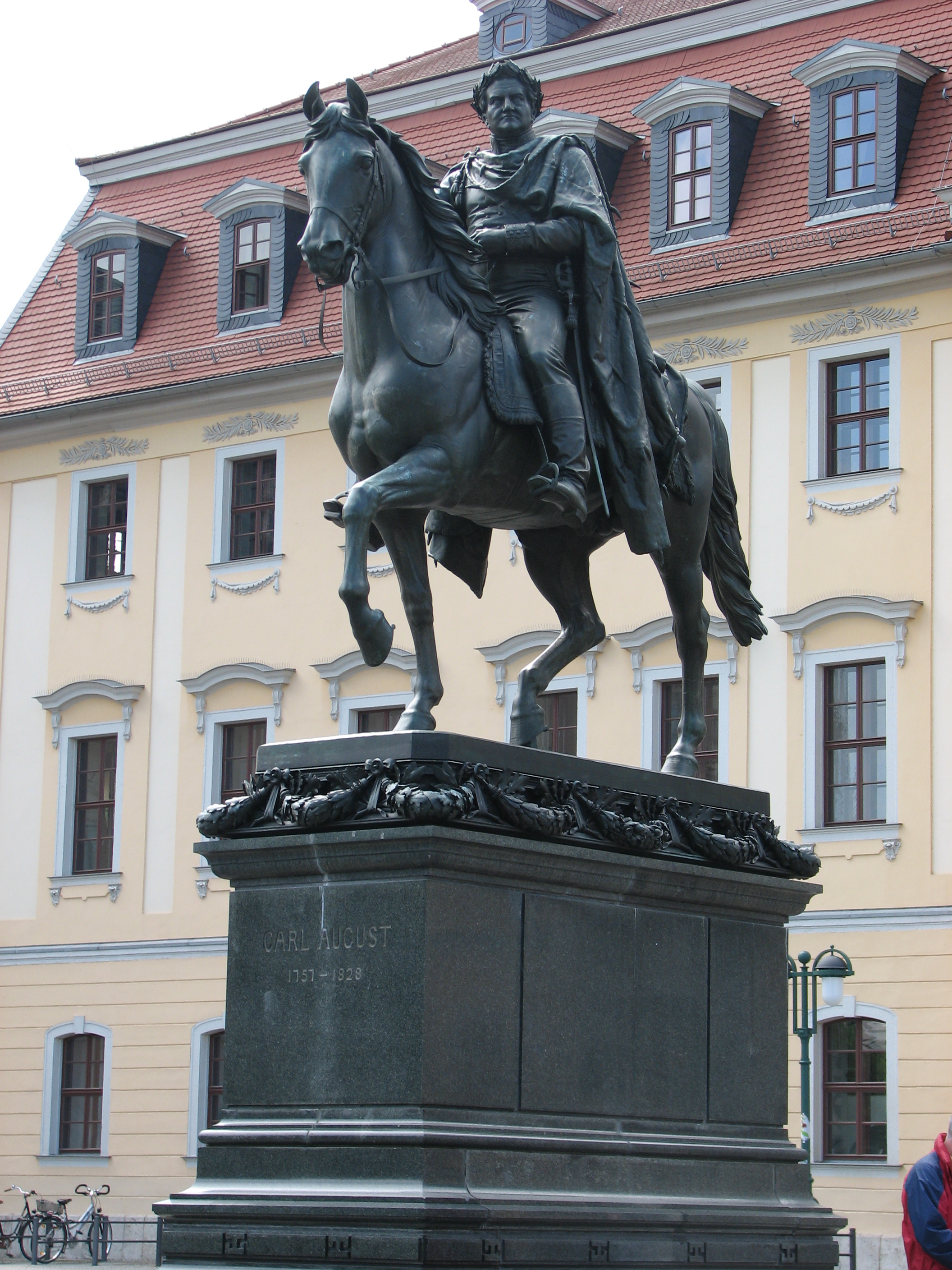
Statue équestre du grand-duc Charles-Auguste de Saxe-Weimar à Weimar

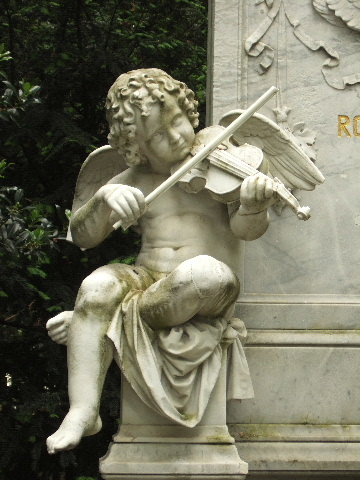
Angelot jouant du violon, détail du monument funéraire de Schumann au vieux cimetière de Bonn

- Statue équestre du grand-duc Charles-Auguste de Saxe-Weimar-Eisenach (1867-1872, inaugurée en 1875), Weimar
- Buste du chancelier Bismarck (1875), Heidelberg
- Ange au château de Rheineck (1877)
- Buste de Ferdinand Freiligrath, pour son monument funéraire au cimetière d'Uff à Cannstatt (1878)
- Monument de Peter von Cornelius à Düsseldorf (1879)
- Monument funéraire de Robert et Clara Schumann au vieux cimetière de Bonn (1880), en marbre de Carrare
- James Fountain, Union Square à New York (1881)
- Statue de Goethe à Carlsbad (1883)
- Monument commémoratif de la Burschenschaft à Iéna (1883)
- Statue de Jean-Sébastien Bach à Eisenach (1884)
- Monument dédié à Luther, place du Nouveau Marché à Dresde (de) (1885)
- Façade de la nouvelle bibliothèque de Stuttgart, aujourd'hui détruite (1886)
- Bustes de Moltke et Bismarck, à la Alte Nationalgalerie de Berlin (1889)
- Statue du prince Charles-Antoine de Hohenzollern-Sigmaringen, à Sigmaringen (1890)
- L'Amour maternel (1892), à Zwittau
- Monument dédié à Luther (de) (1895), Eisenach
- Fontaine, dite de Donndorf, à Weimar (1895)
- Statue équestre de l'empereur Guillaume Ier, à Dortmund (1893-1902)
- Fontaine de Pauline (1898), à Stuttgart
- Monument (de) dédié à Schiller (1913), Stuttgart

## Illustrations

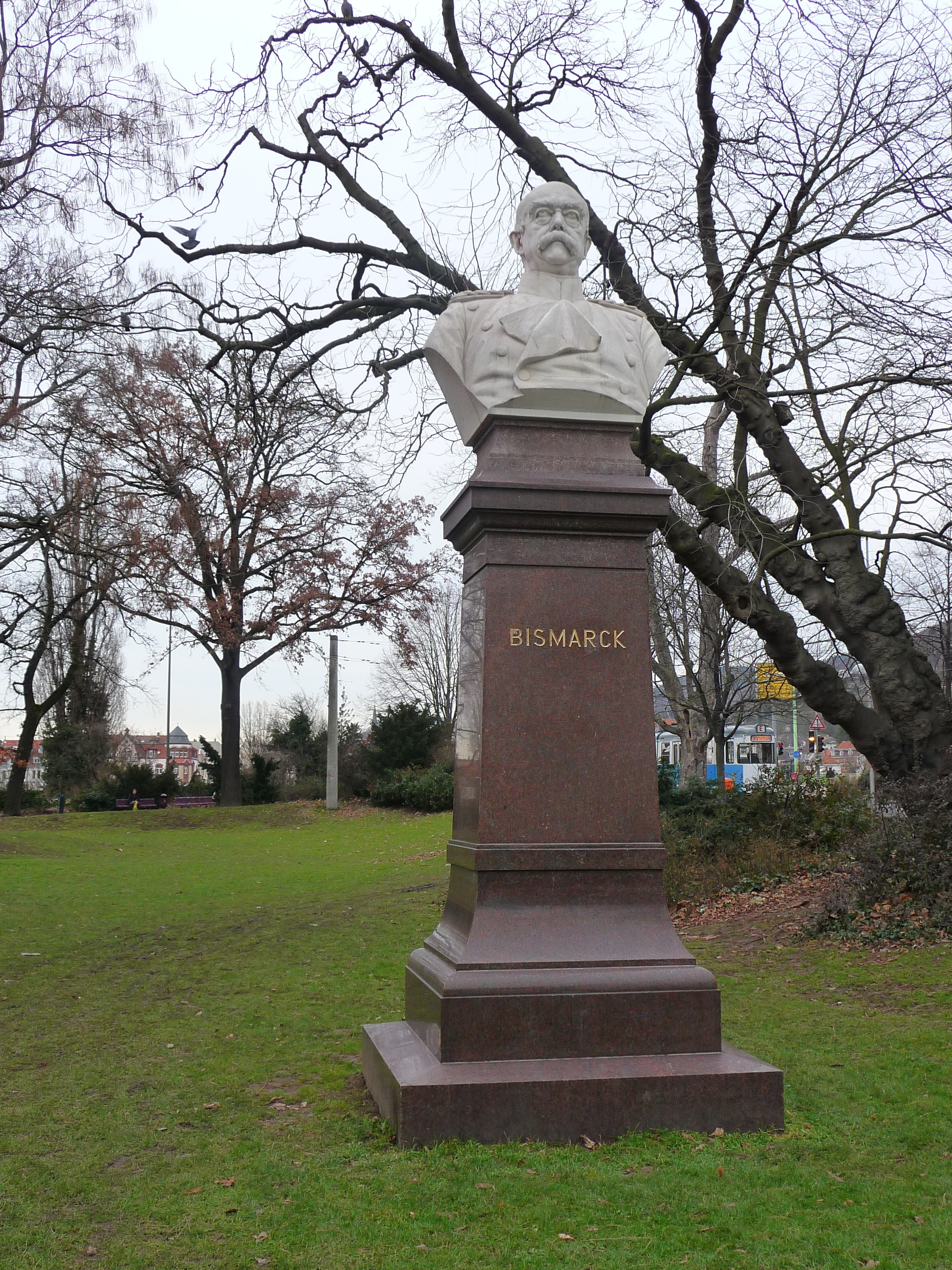
Buste de Bismarck à Heidelberg
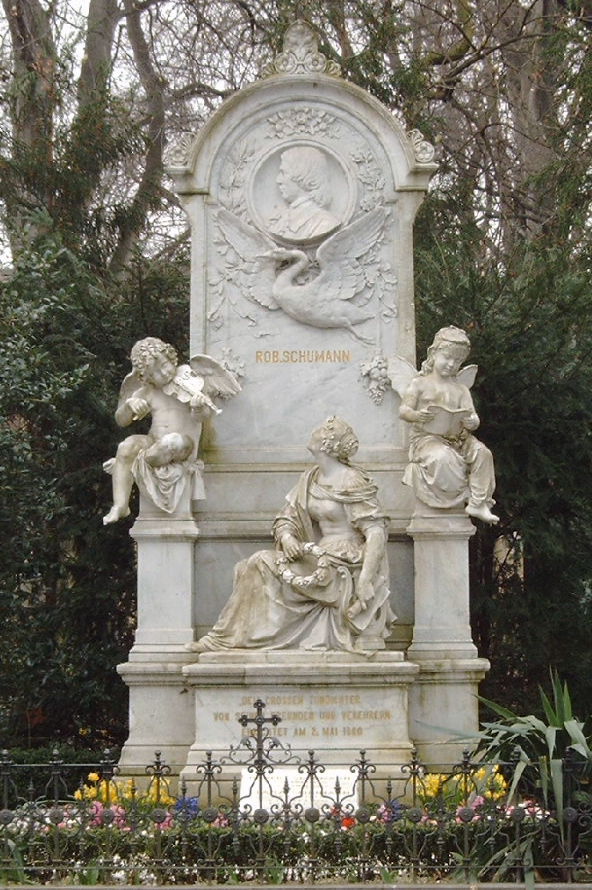
Tombe de Robert et Clara Schumann au vieux cimetière de Bonn
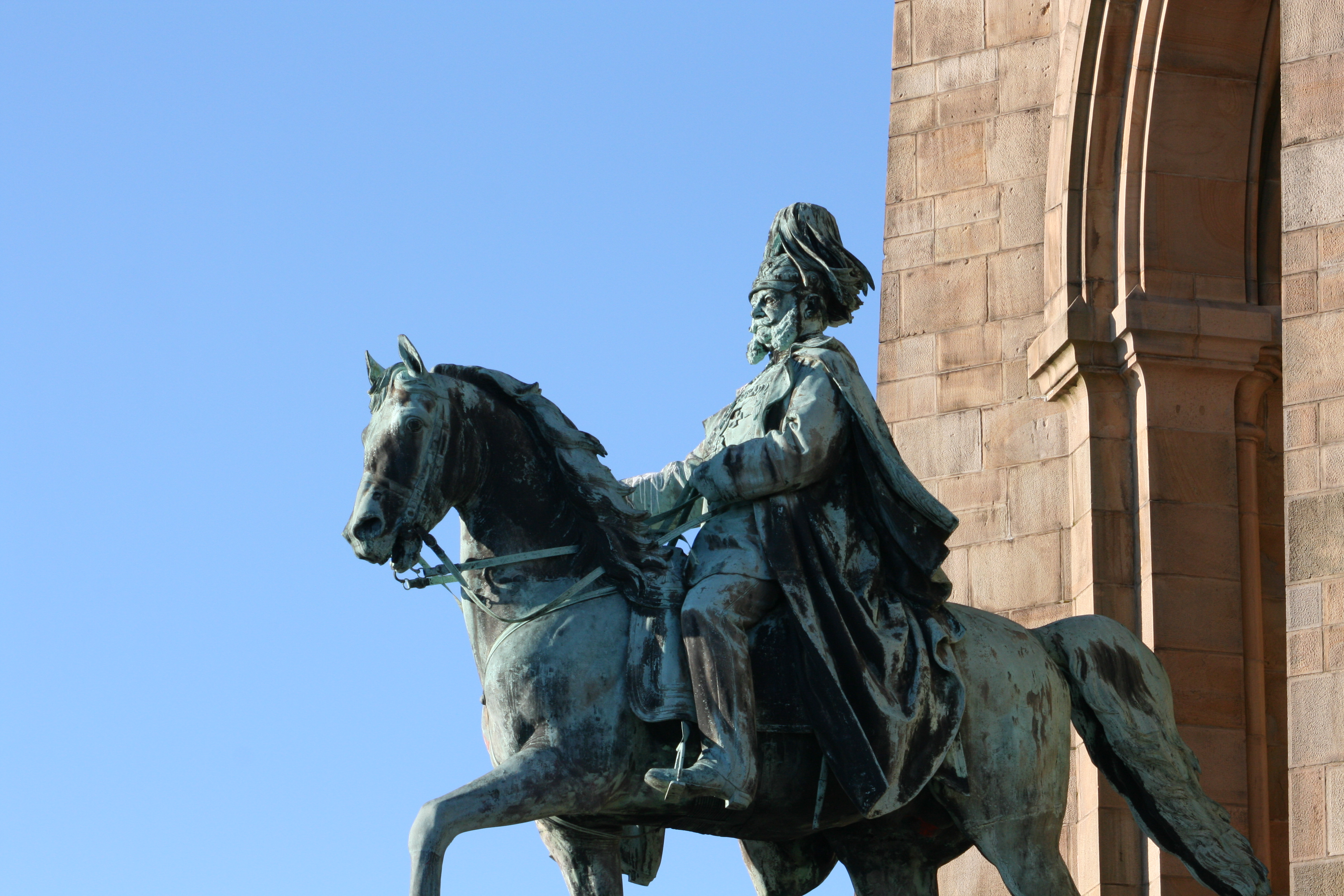
Statue équestre de Guillaume Ier à Hohensyburg (Dortmund)
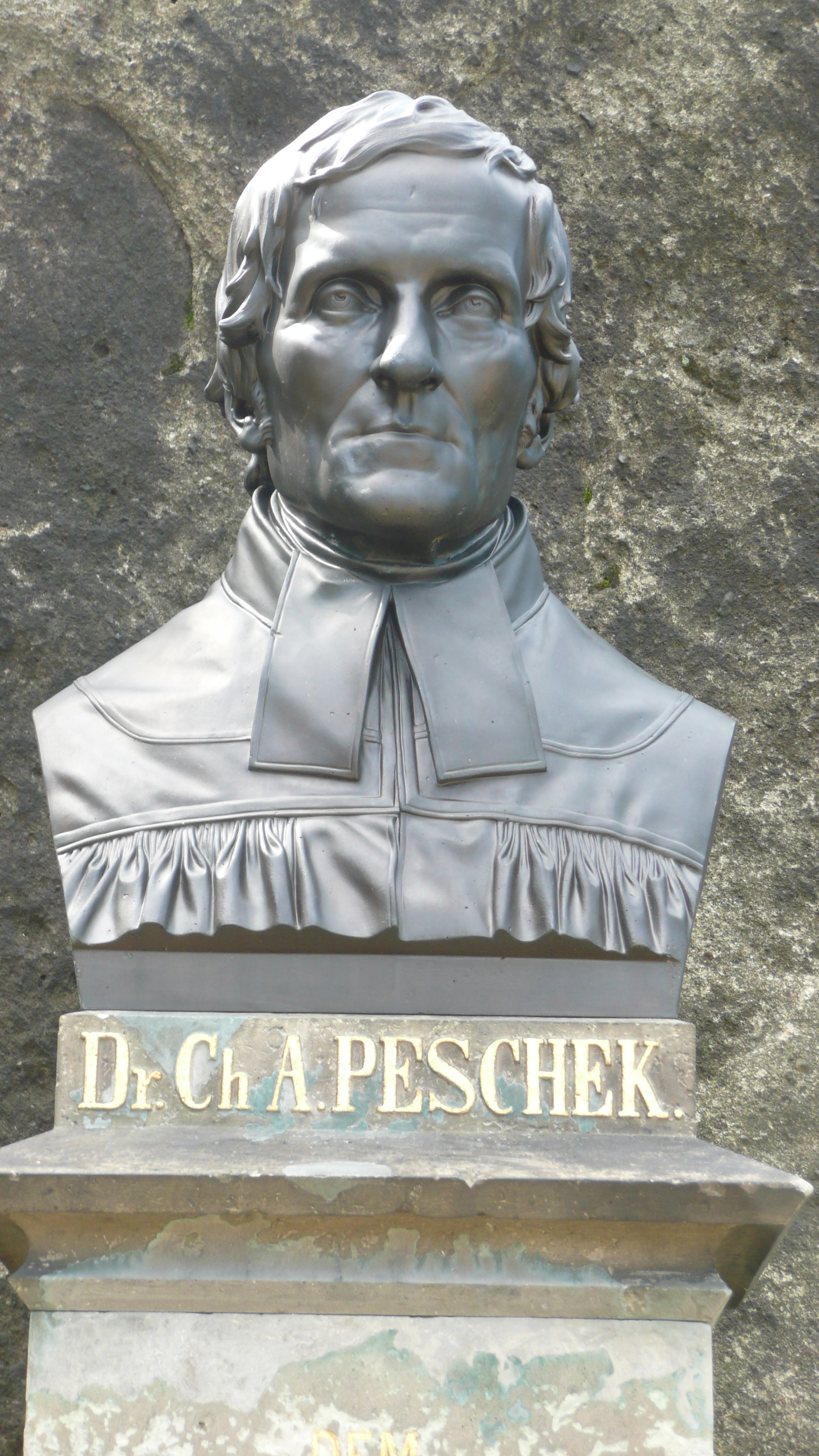
Buste de Christian Adolf Pescheck (de) (1861)
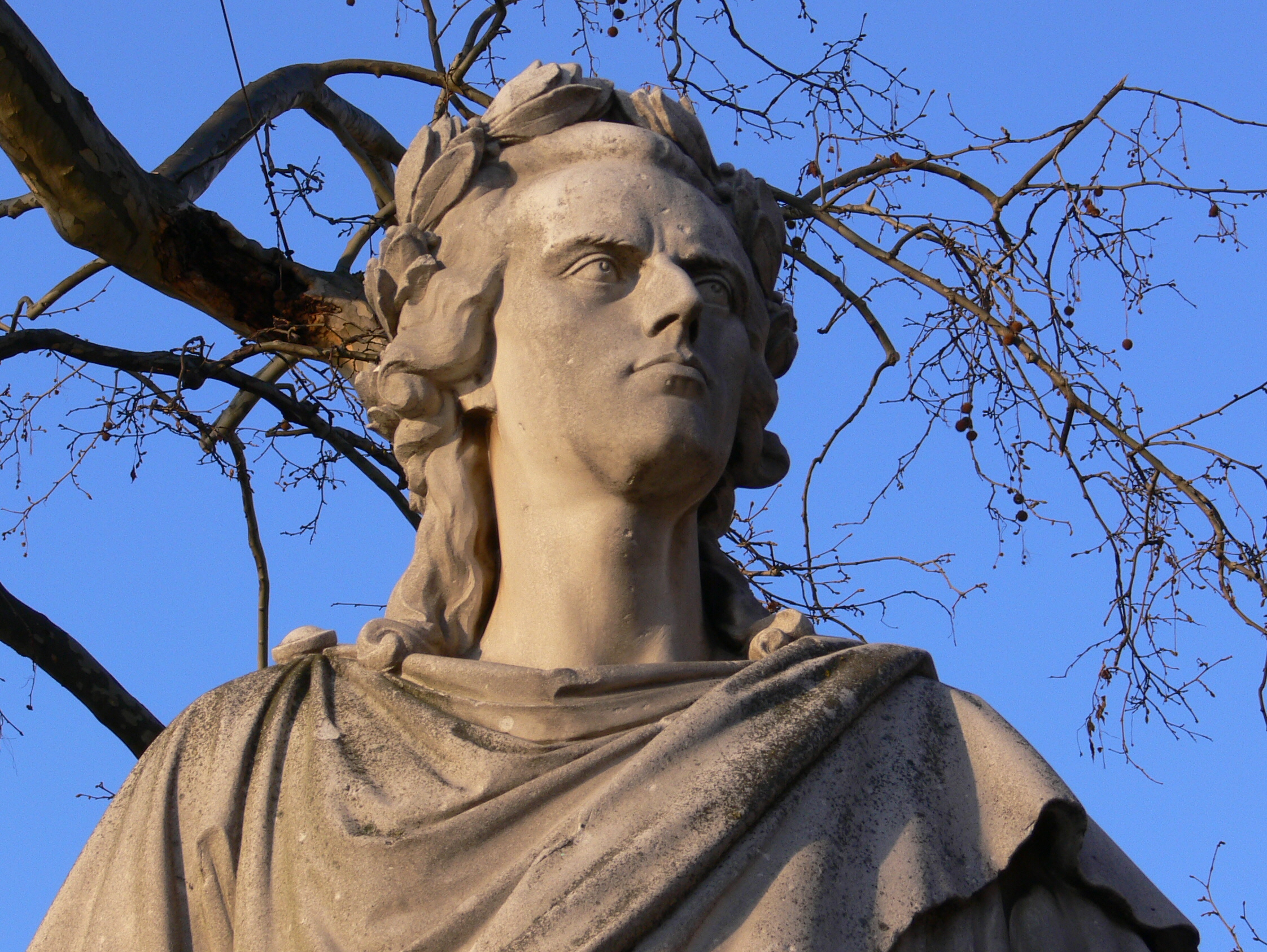
Détail de la statue de Schiller devant le Staatstheater de Stuttgart
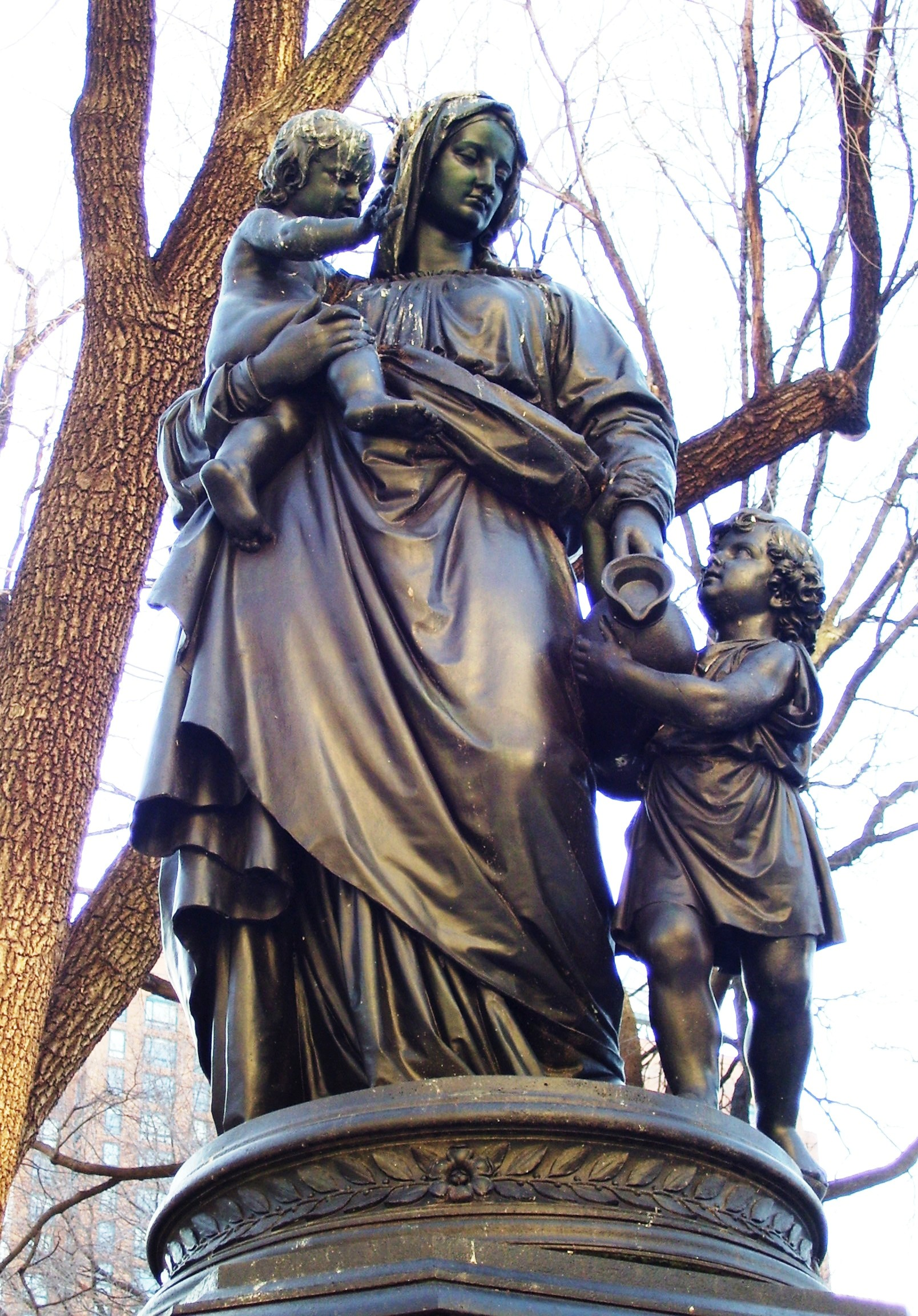
Détail de la James Fountain (statue pour la tempérance) à Union Square (New York City)